# Борок (Калининградская область)
Борок (до 1938 — Грасгиррен (нем. Grasgirren), до 1946 — Дингелау (нем. Dingelau)) — посёлок в Озёрском городском округе, до 2014 года входил в состав Гавриловского сельского поселения.

## История
В 1938 году Грасгиррен был переименован в Дингелау, в 1946 году — в поселок Борок.

## Население
| 1818 | 1907 | 1925 | 1933 | 1939 | 2002 | 2010 |
| ---- | ---- | ---- | ---- | ---- | ---- | ---- |
| 68   | ↗148 | ↘133 | ↗313 | ↘235 | ↘73  | ↗78  |